# Matthieu Vaxivière
Matthieu Vaxivière, född den 3 december 1994 i Sneek, är en fransk racerförare. Vaxivière blev fransk F4-mästare 2011 och tävlade mellan 2012 och 2013 i Formula Renault 2.0 Eurocup och Formula Renault 2.0 Alps. 2014 flyttade han upp till den högre serien Formula Renault 3.5 Series, i vilken han fortsätter 2015.

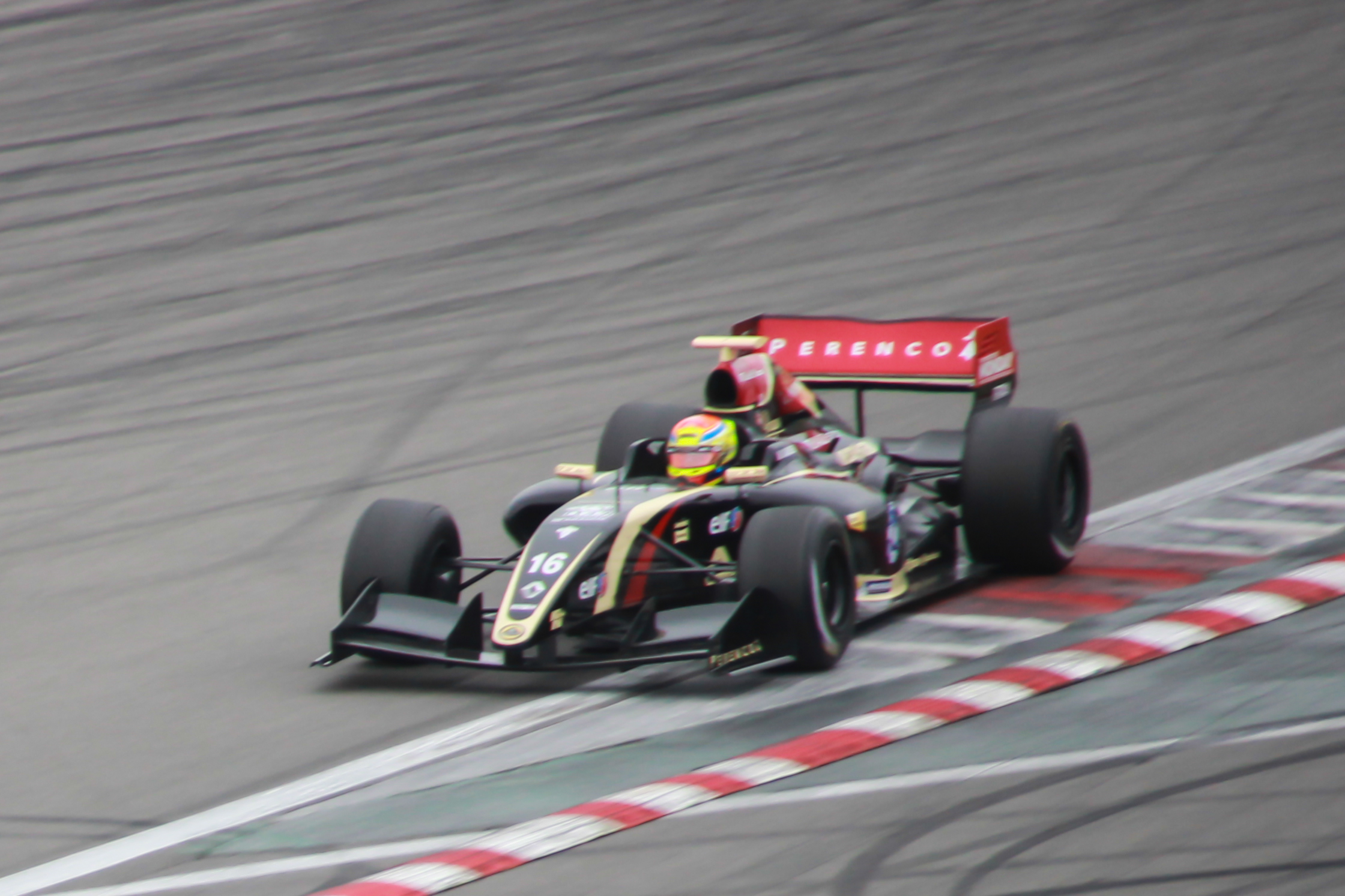
Vaxivière på Nürburgring 2014.